# Sopwith Pup

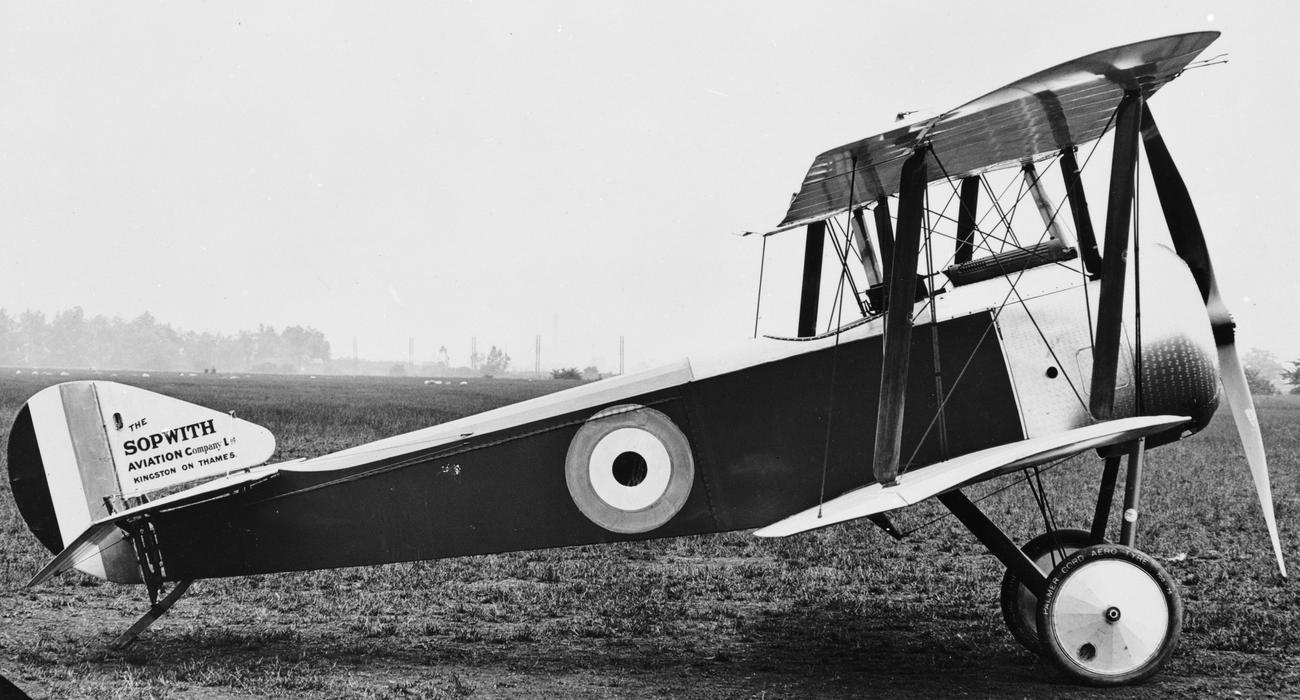
Vista laterale del Sowpwith Pup.

Il Sopwith Pup, noto anche come Admiralty Type 9901, fu un aereo da caccia biplano monoposto prodotto dall'azienda britannica Sopwith Aviation Company negli anni dieci del XX secolo ed utilizzato principalmente dalle forze armate britanniche durante la prima guerra mondiale.
Alla sua realizzazione venne ufficialmente denominato Sopwith Scout ma venne presto soprannominato Pup (Cucciolo) a causa delle sue ridotte dimensioni rispetto al biposto Sopwith 1½ Strutter del quale manteneva l'aspetto.

## Storia del progetto

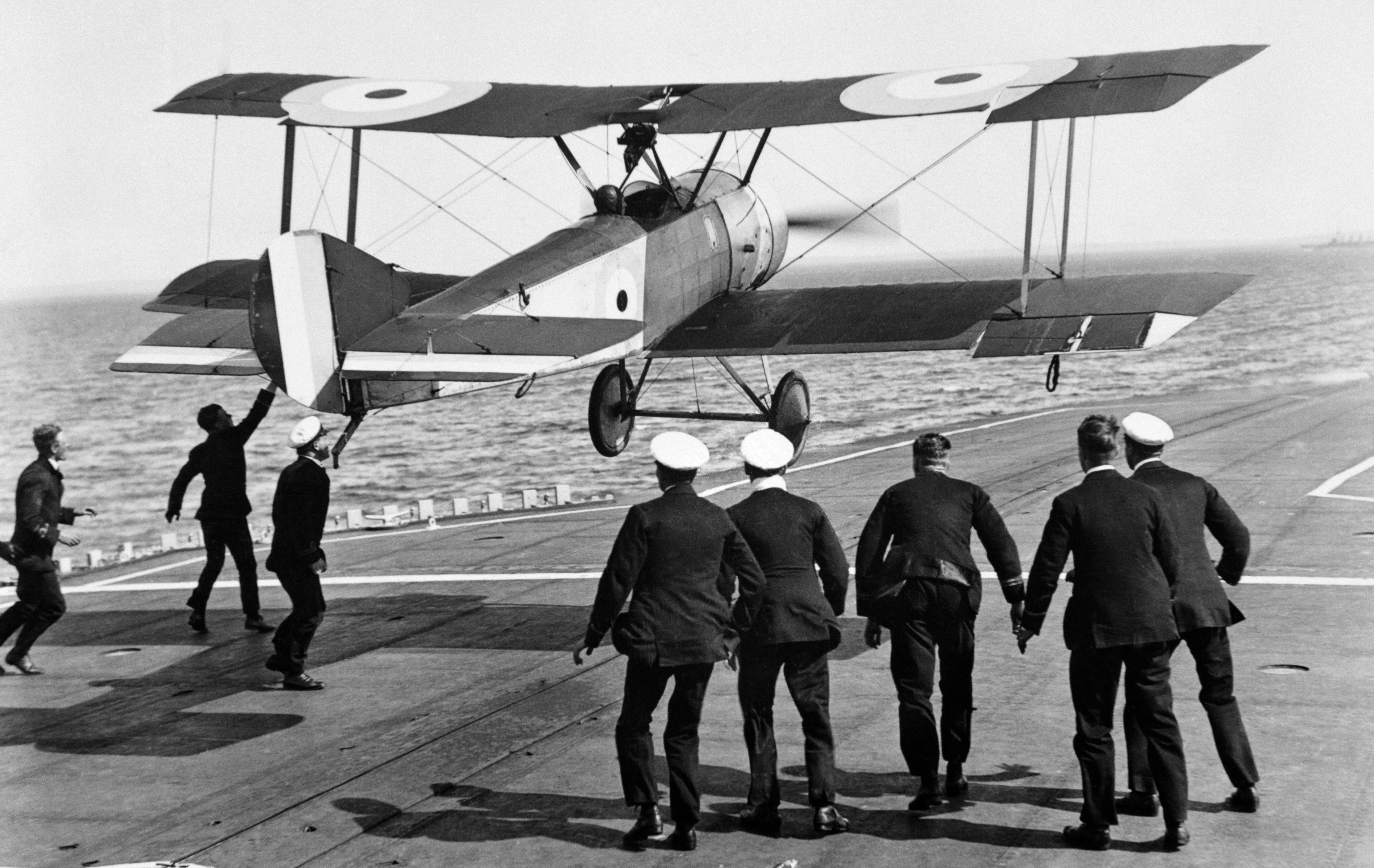
Lo Sqr. Cdr. Edwin Harris Dunning mentre atterra sulla HMS Furious.

Il Pup era un velivolo molto apprezzato. Era piacevole da pilotare, semplice e affidabile. Le sue grandi ali gli garantivano una buona velocità di salita ed una buona agilità. Riusciva infatti a virare nella metà dello spazio necessario al più potente caccia tedesco Albatros D.III. Era però sottopotenziato.
Sul Pup venne inizialmente montato un motore rotativo Clerget 7Z a sette cilindri da 82 hp (62 kW), in seguito sostituito da un Type 9 a nove cilindri della stessa potenza. Vennero montati anche dei motori Gnome et Rhône sempre di potenza equivalente. Il Gnome Monosoupape venne montato invece su alcuni velivoli della difesa metropolitana. In questo caso la potenza disponibile saliva a 107 hp (75 kW)

## Impiego operativo
Venne usato con grandi risultati sia dal Royal Naval Service che dal Royal Flying Corps. Il primo Pup venne consegnato nel settembre del 1916 e in totale ne furono costruiti 1.770.
Il suo ritiro dalla prima linea, dovuto proprio alla aumentata potenza dei caccia tedeschi, iniziò a partire dell'estate del 1917. Venne utilizzato anche dagli squadroni che difendevano la Gran Bretagna dagli attacchi degli Zeppelin e dei Gotha.
Dal 22 settembre 1916 all'11 dicembre successivo Stanley Goble vi ottiene 6 vittorie volando per la Royal Naval Air Service e Frank Hudson 6 vittorie dal 27 gennaio 1917 all'11 luglio successivo.
L'asso Maurice D. G. Scott vi ottenne 11 vittorie dal 5 aprile 1917 al 30 settembre successivo, John Joseph Malone 10 vittorie dal 4 marzo 1917 al 26 aprile successivo, Francis Dominic Casey 9 vittorie dal 17 marzo 1917 al 2 maggio successivo, Harold Spencer Kerby 9 vittorie dal 24 marzo 1917 al 22 agosto successivo, Joseph Stewart Temple Fall 8 vittorie dal 6 aprile 1917 al 23 maggio successivo, Langley Frank Willard Smith 8 vittorie dal 30 aprile 1917 al 6 giugno successivo, Lloyd Samuel Breadner 7 vittorie dal 6 aprile 1917 al 23 maggio successivo, Clive Brewster-Joske 7 vittorie dal 2 giugno 1917 al 22 settembre successivo, Reginald Charley 6 vittorie dal 5 aprile 1917 al 12 novembre successivo e Oliver Sutton 6 vittorie dal 2 aprile 1917 al 6 giugno successivo.
Il 2 agosto 1917 un Sopwith Pup, con ai comandi il Sqr. Cdr. Edwin Harris Dunning divenne il primo aereo della storia a posarsi su di una nave in movimento, la HMS Furious. Al terzo tentativo però il caccia scivolò lungo il fianco della nave e precipitò in mare. Nell'incidente Dunning perse la vita. Ne venne sviluppata anche una versione navalizzata dalla William Beardmore and Company che venne designata Beardmore W.B.III dotata di ali ripiegabili e carrello ripiegabile.

## Utilizzatori
Australia
- Australian Flying Corps
- Royal Australian Air Force

 Grecia
- Ellenikì Polemikì Aeroporia

 Giappone
- Dai-Nippon Teikoku Rikugun Kōkū Hombu

 Paesi Bassi
- Luchtvaartafdeeling

 Regno Unito
- Royal Flying Corps
- Royal Air Force
- Royal Naval Air Service

 Impero russo
- Imperatorskij voenno-vozdušnyj flot

 Stati Uniti
- United States Navy